# جامع عبد الله بن أم مكتوم (الأنبار)
جامع عبد الله بن أم مكتوم من مساجد العراق الحديثة، ويقع قرب مطعم الساير، في قضاء الرمادي في محافظة الأنبار، والجامع مستلم من قبل ديوان الوقف السني في العراق وحالته مضبوطة، وبني في عام 1415هـ/1994م، وشيد على نفقة المتبرعة (فائزة بديوي الكبيسي)، وتبلغ مساحتهُ 1200م2، ويحتوي الحرم على مصلى واسع تبلغ مساحته حوالي 800م2، ويتسع لأكثر من 800 مصل، وتقام فيه صلاة الجمعة وصلاة العيدين والصلوات الخمس.
ومقابل الحرم فسحة مسقفة وتتخللها أعمدة تحمل أقواس جميلة.
ويحتوي الجامع حديقة واسعة، وفي الجامع منارتين جميلتين، بنيتا على الطراز الإسلامي، وفيهِ قاعة كبيرة وغرفتين للإمام والخادم.